# Elaboration Likelihood Model

Veranschaulichung des Elaboration-Likelihood-Modells

Das Elaboration Likelihood Model (kurz: ELM) ist ein 1986 von Richard E. Petty und John T. Cacioppo entwickeltes Modell in der Sozialpsychologie.
Es beschreibt die Auswirkungen einer persuasiven Mitteilung auf den Empfänger zu seiner Einstellung gegenüber dem Thema der Mitteilung. Es ist unter anderem eines der bekanntesten Modelle auf dem Gebiet der Medienwirkungsforschung.

## Grundannahme
Das ELM geht von 2 Arten der Verarbeitung (Elaboration) einer Mitteilung aus, die bezüglich des Einflusses auf die Änderung einer Einstellung infolge persuasiver Kommunikation als antagonistisch angesehen werden können:
1. Zentrale Verarbeitung der Mitteilung
2. Periphere Verarbeitung der Mitteilung

### Zentrale Verarbeitung
Hierbei wird sich primär an den Argumenten und der Qualität der Mitteilung orientiert. Diese werden vom Empfänger aktiv mit bereits angeeignetem Wissen zum Thema (oder benachbarter relevanter Themen) verglichen, abgewogen und eingeschätzt. Auf dieser Grundlage können die Argumente dann entweder abgelehnt oder zustimmend integriert werden. (Ansatz der kognitiven Reaktionen)
- Voraussetzung:
  - Der Empfänger hat das Wissensbedürfnis (need for cognition) und die Gelegenheit bzw. die Fähigkeit, die persuasive Mitteilung zu verarbeiten.
  - Er ist an der Mitteilung interessiert und motiviert, sie aufwändig kognitiv zu verarbeiten. Das Thema der Botschaft ist für ihn relevant, er fühlt sich persönlich betroffen und er erhofft sich durch die Verarbeitung der Botschaft einen Erkenntnisgewinn. (Die Motivation und gerichtete Aufmerksamkeit kann in diesem Falle auch mittels peripherer Hinweisreize erreicht werden, wie es zum Beispiel häufig in der Werbung geschieht.)
- Konsequenz:
  - Die gewollte Einstellungsänderung der Mitteilung ist stabil (zumindest resistenter und anhaltender gegen Gegenkommunikation als Einstellungsänderung lediglich auf peripherer Route s. u.), was darauf zurückzuführen ist, dass eine aktive und motivierte Auseinandersetzung mit den Argumenten vollzogen wurde. (sowohl Aufmerksamkeit/Motivation wie auch „Tiefe der Verarbeitung“/„Selbstbezugseffekt“ sind für die Enkodierung neuer Informationen im Gedächtnis von sehr großem Einfluss.)
  - Eine Vorhersage des Verhaltens ist nur bedingt (eher jedoch als beim peripheren Bearbeitungsweg), d. h. nur für spezifische Verhaltensweisen möglich. (Diese Dissoziation zwischen Einstellung und Verhalten wurde bereits 1974 von Fishbein und Ajzen[2] erkannt, welche als Ansatz zur Verbesserung das „Aggregationsprinzip“ vorschlugen) Das ELM dient aber in erster Linie nicht dem Zweck, Verhalten vorherzusagen, sondern widmet sich den Mechanismen der Einstellungsänderung.

### Periphere Verarbeitung
Hierbei sind die Argumente und deren Qualität nebensächlich; stattdessen werden periphere Hinweisreize (z. B. cues, Affekte, Stimmungen) verwendet. Zu diesen gehören Merkmale des Senders wie dessen Attraktivität, (vermutete) Kompetenz oder Bekanntheit, die Länge der Kommunikation usw. (Wie oben bereits angemerkt, ist eine genauere Unterscheidung bzw. Interpretation solcher Hinweisreize vonnöten, um klarzustellen, ob diese tatsächlich direkt für die Einstellungsänderung herangezogen werden oder wie oben ausgeführt lediglich ein Aufmerksamkeitssignal darstellen, welches dann die zentrale Route aktiviert). Die periphere Verarbeitung ist diejenige, die von uns am häufigsten angewandt wird, wenn wir uns dessen auch meist gar nicht bewusst sind (- > klassische Konditionierung). Bestimmte heuristische Verfahren ersparen uns Zeit und kognitiven Aufwand.
- Voraussetzung:
  - keine ausreichenden Fähigkeiten, keine ausreichende Motivation und geringe Relevanz des Themas. Bezüglich Motivation hat sich die persönliche „Betroffenheit“ als ziemlich relevant für das Heranziehen peripherer Hinweisreize herausgestellt. Menschen, die von einem Thema wenig betroffen sind, stützen sich eher auf periphere Hinweisreize (zum Beispiel die Quellenangabe eines Artikels und deren Sachbezug oder die Anzahl der Argumente), als auf die Stärke (Qualität) der Argumente.
- Konsequenz:
  - Nur schwache, instabile Einstellungsänderung.
  - Nur schlechte Vorhersage des Verhaltens möglich.

Wenn auch beide Routen zunächst als antagonistisch angesehen und behandelt wurden, so schließt sich eine Interaktion beider keineswegs aus. (zum Beispiel zentrale Verarbeitungsroute, die von peripherer Route moderiert wird – man kann aufmerksam und motiviert einen Fachartikel eines angesehenen wissenschaftlichen Journals lesen und „zentral“ verarbeiten oder aber man kann die gleichen Informationen auch auf einer Tagung erhalten, wo die Glaubwürdigkeit des Referenten, sein Äußeres, die Zustimmung anderer Kollegen etc. einen moderierenden Einfluss haben können.)

## Einflussfaktoren
Petty & Cacioppo beschreiben weiterhin eine Reihe von Faktoren, die die Mitteilungsverarbeitung beeinflussen.

### Ablenkung
Ablenkung verringert die Fähigkeit eines Rezipienten zur Verarbeitung über die zentrale Route.
Damit wird die dominante kognitive Reaktion, die die Botschaft sonst ausgelöst hätte, beeinträchtigt. Eine dominante Reaktion auf eine Botschaft, die schwache Argumente enthält, ist der Versuch Gegenargumente zu finden. Durch Ablenkung, also eine Unterbrechung dieses Vorganges, wird die Widerstandskraft gegen Beeinflussung geschwächt. Petty, Wells und Brock führten 1976 einen Versuch dazu durch. Die Bedingungen waren eine starke bzw. schwache Botschaft und eine Ablenkung in 4 Stufen, von gar nicht vorhanden bis stark. Sie vermuteten, dass eine starke Form der Botschaft eine zustimmende Reaktion auslöst, wobei die Ablenkung die Persuasionskraft (Kraft der Botschaft zu einer Einstellungsänderung zu führen) der Botschaft verringert. Bei einer schwachen Form der Botschaft nannten sie das daraus folgende Hervorbringen
von Gegenargumenten und einer durch Ablenkung verstärkten Persuasionswirkung. Ihre Hypothesen wurden durch ihre Versuche gestützt.
Sie gelangten zu den Ergebnissen, dass bei einer schwachen Botschaft ein abgelenkter Proband stärker der Botschaft zustimmt als ein nicht abgelenkter, und dass bei einer starken Botschaft der nicht abgelenkte Proband stärker zustimmt als der abgelenkte.

### Wiederholung
Wiederholung von Stimuli gliedert sich in einem zweiphasigen Einstellungsänderungsprozess. In der ersten Phase erhöht Wiederholung die Chance wahrgenommene Informationen zu verarbeiten. In der zweiten Phase führt exzessives Wiederholen von Nachrichten oder Informationen zu Langeweile und Reaktanz. Beide Verhaltensmuster führen dann dazu, dass Informationen weniger akzeptiert werden.

### Persönliche Relevanz
Themen, die von hoher persönlicher Relevanz für die verarbeitende Person sind, werden eher über den zentralen Weg verarbeitet, während irrelevante Themen oft peripher verarbeitet werden. Wenn ein Thema hohe persönliche Relevanz für eine Person besitzt, wird diese sich eher von guten Argumenten beeinflussen lassen, während ein Thema mit niedriger persönlicher Relevanz dazu führt, dass die Person für schwache Argumente und periphere Cues empfänglich wird.

### Persönliche Stimmung
Menschen, die sich in einer guten Stimmung befinden, werden bei persuasiven Botschaften eher den peripheren Weg der Informationsverarbeitung einschlagen. Damit sind sie einer möglichen Einstellungsänderung verstärkt ausgesetzt. Sowohl starke als auch schwache Argumente führen zu einer erhöhten Annahme (stark: .46 / schwach: .47) der persuasiven Botschaft. Menschen, die sich in einer schlechten Stimmung befinden, werden bei persuasiven Botschaften eher den zentralen Weg der Informationsverarbeitung einschlagen. Damit sind sie gegenüber einer möglichen Einstellungsänderung unempfänglicher. Botschaften mit schwachen Argumenten führen deutlich seltener zu einer Einstellungsänderung (.30), Botschaften mit starken Argumenten werden dagegen am ehesten angenommen (.53). Sind die Hörer einer persuasiven Botschaft eher schlecht gelaunt, sind starke Argumente am ehesten geeignet eine Einstellungsänderung zu bewirken. Sind die Hörer dagegen gut gelaunt, sind sogenannte Hinweisreize (Attraktivität, Status, Kompetenz des Senders etc.) am effektivsten, um eine Einstellungsänderung zu bewirken.

### Bedürfnis nach Kognition (need for cognition)
„Ein Persönlichkeitsmerkmal, nach dem man Individuen im Hinblick darauf differenzieren kann, wie viel und wie gern sie über Themen und Probleme nachdenken“.
Personen mit einem hohen NC macht es Spaß, sich gedanklich intensiv mit einer Vielfalt von Situationen und Themen auseinanderzusetzen (kognitive Aktivitäten), wobei für sie die Argumente und die Qualität der Mitteilung im Vordergrund stehen. Bei der Konfrontation mit persuasiven Botschaften neigen Personen mit einem hohen Kognitionsbedürfnis eher zu inhaltsrelevantem Nachdenken, weisen eine stärkere Verarbeitung von Botschaften über den zentralen Weg auf und sind weniger anfällig für den Einfluss peripherer Hinweisreize (Personenmerkmale etc.) als Personen mit einem niedrigen Kognitionsbedürfnis. Daraus ergibt sich als Konsequenz für Menschen mit einem hohen NC, dass sie ihre Einstellungen eher durch ein aufmerksames Wahrnehmen der Argumentationsführung bilden werden und dass die Meinungsäußerung der anderen Person eine stabile Einstellungsänderung bewirken kann. Eine Vorhersage des Verhaltens ist jedoch trotzdem nur bedingt möglich, d. h. nur auf spezifische Verhaltensweisen anwendbar.
Personen mit niedrigem NC sind im Allgemeinen hingegen wenig motiviert und besitzen keine ausreichenden Fähigkeiten, sich einer kognitiven Anstrengung zu unterziehen. Für sie sind die Argumente und deren Qualität vollkommen nebensächlich und auch dem Thema kommt eine geringe Relevanz zu, stattdessen werden periphere Hinweisreize (Personenmerkmale wie zum Beispiel Attraktivität, Glaubwürdigkeit etc.) bevorzugt. Für diesen Verarbeitungstyp resultiert nur eine schwache, instabile Einstellungsänderung auf die gewollte Einstellungsänderung der Mitteilung. Daher ist auch nur eine schlechte Vorhersage des Verhaltens möglich.
Zentrale und periphere Prozesse können auch gleichzeitig auftreten (Petty & Wegener, 1998a), das Zusammenspiel der genauen Mechanismen und Bedingungen wurde jedoch in dieser Theorie nicht erläutert (expliziter siehe aktuelle Zwei-Prozess-Theorie).

## Werbepsychologische Aspekte des ELM
Das ELM ist ein weit verbreitetes Modell in der Verbraucherforschung. Beispielsweise beeinflusst die zentrale Route vor allem motivierte Verbraucher und Verbraucherinnen, die gleichzeitig fähig sowie willig sind, Marketinginhalte sorgfältig zu reflektieren. Peripheres Marketing ist dagegen dann einzusetzen, wenn Verbraucher als unmotiviert eingeschätzt werden und nicht in der Lage sind, zentrale Botschaften effektiv zu verarbeiten. Über die Vermittlungsart der peripheren Route (z. B. visuell oder akustisch aufmerksamkeitserregend sowie attraktiv gestaltete Werbereize) können so auch bei wenig motivierten Personen bzw. geringer Relevanz die Kerninhalte übermittelt werden.
Die zentrale bzw. periphere Verarbeitungsrichtungen zeigen je nach Produktart, Medienart und Umgebungskontext unterschiedliche Effektivität. Beispielsweise wird empfohlen, kostengünstige Produkte, die verhältnismäßig geringere emotionale Beteiligung hervorrufen (u. a. Haushaltsartikel) eher über den peripheren Weg zu bewerben. Zusätzlich sind auf visuelle Inhalte spezialisierte Plattformen (z. B. Soziale Medien) grundsätzlich eher für periphere Werbung geeignet. Weiterhin ist der Umgebungskontext der Verbraucher entscheidend. So sollten Anzeigen beispielsweise auf die Jahreszeit angepasst und mit Aktivitäten verknüpft werden, die bei den Verbrauchern ein Gefühl von Spaß und Freude erzeugen. Darüber hinaus sollte bei Anzeigen, die in aktiven, abwechslungsreichen Umgebungen geschaltet werden, wodurch mit einem signifikanten Maß an Ablenkung zu rechnen ist, der Fokus auf eine Vermittlung über die periphere Route gelegt werden.

### Studienergebnisse
Eines der ersten Experimente zur Anwendung des Elaboration Likelihood Modells in der Werbung wurde 1983 durchgeführt, wobei der Versuchsgruppe mitgeteilt wurde, dass das zu bewerbende Produkt in Kürze in ihrer Region auf den Markt kommen würde und sie die Chance hätten, es am Ende des Experiments zu erhalten. Somit wurden Enthusiasmus und Engagement in den Teilnehmenden geweckt, was im Kontrast zur Kontrollgruppe stand, welche informiert wurde, dass das Produkt in einer weit entfernten Stadt günstig zu erwerben sei und sie nach Abschluss des Experiments ein nicht mit dem Werbeprodukt im Zusammenhang stehendes Produkt erhalten würden. Darüber hinaus wurden ebenso die Merkmale der Quelle und Botschaft variiert, indem die Anzeigen entweder Berühmtheiten oder Durchschnittsbürger enthielten sowie starke bzw. schwache Argumente. Es zeigte sich, dass die Darstellung berühmter Persönlichkeiten zu einer positiveren Produkteinstellung führte, wenn die Elaborationswahrscheinlichkeit gering war, wobei dies nicht in Abhängigkeit mit der Stärke der Produkteigenschaften stand. Bei hoher Elaborationswahrscheinlichkeit stellte sich ausschließlich die Stärke des Arguments als relevant zur Beeinflussung der Einstellungen heraus.
Die Ergebnisse wurden in Folgestudien ergänzt. Beispielsweise wird die positive Reaktion verstärkt, wenn die als Experten dargestellten Werbepersonen gut mit dem Produkt verbunden sind und somit die Glaubwürdigkeit erhöht wird. Weiterhin wird ebenso deutlich, dass Werbung mit berühmten Persönlichkeiten bei wahrgenommener Übereinstimmung mit dem Produkt durch die erhöhte Glaubwürdigkeit auch als Motivation über die zentrale Route wirken kann. Wenn der Inhalt einer Werbung von Verbrauchern als geeignet empfunden wird und die Werbeperson als glaubwürdig eingeschätzt wird, erhöht sich so die Kaufwahrscheinlichkeit.
Eine im Kontext von Gesundheitsanzeigen durchgeführte Studie ergab dagegen, dass der Typ des Werbeträgers nicht signifikant Einfluss nahm auf die Einstellung, Verhaltensabsichten und Informationssuche der Verbraucher, der Grad der emotionalen Beteiligung am Krankheitsbild dagegen höchst relevant war. Teilnehmende mit stärkerer Involvierung zeigten eine positivere Einstellung, Verhaltensabsichten und ein stärker ausgeprägtes Rechercheverhalten.
Untersuchungen bezüglich der Wirkung des ELM bei Social Media basierter Werbung ergaben, dass Teilnehmende bei Anzeigen mit überzeugenden Argumenten eher den zentralen Weg einschlugen und sich aktiver mit den Inhalten auseinandersetzten. Bei sehr informativen bzw. informationslastigen Werbungen dagegen wurde eher peripher verarbeitet und ein geringeres Involvement beobachtet, was auf eine sogenannte Informationsüberflutung zurückzuführen ist. Daraus lässt sich der Rückschluss ziehen, dass der Fokus bei Werbeanzeigen primär auf die Argumentationsstärke fokussiert werden sollte, statt bloß auf einen hohen Informationsgehalt zu setzen.

## ELM in den Medien
Durch gezieltes Wiederholen einer Botschaft soll hier die Stabilität der Einstellungsänderung bei der peripheren Verarbeitung erhöht werden. Klassisches Beispiel ist die Werbung, die so versucht eine Einstellungsänderung bei gewissen Zielgruppen (dauerhaft) zu erreichen.
Eine 2024 durchgeführte Studie untersuchte das ELM im Zusammenhang mit Social Media Influencern und persuasiver Kommunikation. Wenn Influencer als authentisch wahrgenommen werden und Follower Ähnlichkeiten zwischen ihnen und ihrem Selbst feststellen, können die Motivation zur Informationssuche und das emotionale Involvement der Follower verstärkt werden, wodurch somit über beide Verarbeitungsrouten Wirkung ausgeübt werden kann. Es zeigte sich darüber hinaus, dass der Informationswert der Inhalte, die wahrgenommene Authentizität und die empfundene Ähnlichkeit zu den Followern eine parasoziale Beziehung zwischen Influencer und Follower begünstigte. Diese wiederum resultierte in einer erhöhter Kaufabsicht der beworbenen Produkte sowie einer positiveren Bewertung der Markenglaubwürdigkeit von Seiten der Follower. Gleichzeitig wirkten die Erfahrung und das Wissen der Follower über persuasive Kommunikation jedoch als Moderator, d. h., erfahrene Follower erkannten die Anzeigen eher als Werbung und ihre Bewertung der Marke wurde weniger beeinflusst.